# Анфемій Траллський
Анфемій (474—558) — візантійський архітектор, інженер і математик часів імператора Юстиніана I, спроєктував Собор Святої Софії у Константинополі.

## Життєпис
Народився у місті Тралли (сучасний Айдин, Туреччина) у родині Стефана, місцевого лікаря. На відміну від батька та братів став інженером та архітектором. Був викладачем у Константинопольській вищій школі.
Для ліпшої розробки архітектурних конструкцій церков зайнявся геометрією. Був новатором в архітектурній справі. У 532—537 роках спроектував та побудував разом з Ісидором Мілетським Старшим новий собор Святої Софії (він стоїть й донині) замість старої церкви. Особливою спеціалізацією була будівнича механіка. Він часто експериментував — у соборі Святої Софії зробив крону центрального куполу досить низько, так що торкався конструкцій, що висіли. Це не принесло гарного результату. Конструкція виявилася нестійкою. В 554 році внаслідок землетрусу — завалилася.
Анфемій усі свої доробки записував у трактати, які були досить популярні й у подальшому як у середньовічних європейських, так й арабських майстрів, зокрема твір Анфемія «Про дивовижні машини».